# Charles van Monchy d'Hocquincourt

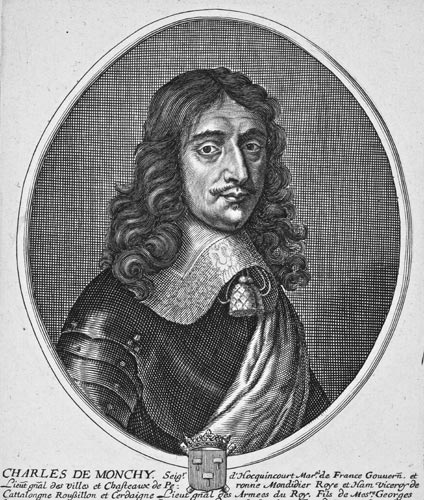
Markies Charles van Monchy d'Hocquincourt

Charles de Monchy d’Hocquincourt (Picardië, 1599 – Duinkerke, 13 juni 1658) was een maarschalk van het koninkrijk Frankrijk en vocht hoofdzakelijk tegen Spanjaarden. Later wisselde hij van kamp en sneuvelde aan Spaanse zijde. Hij was markies van Hocquincourt.

## Levensloop
Hocquincourt was afkomstig van een adellijke familie uit Picardië. Zijn ouders waren Georges de Monchy, heer van Hocquincourt, en Claude de Monchy, dame van Inquessen. Over zijn jonge jaren in het Franse leger is weinig bekend. In het jaar 1639 werd hij bevorderd tot maréchal de camp, te vergelijken met brigadegeneraal. In opvolging van zijn vader, werd hij bevorderd tot markies van Hocquincourt. Hij bekleedde de functie van gouverneur van de Franse steden Péronne, Montdidier en Roye (vanaf 1636).

### Dertigjarige Oorlog
Hij vocht in de Dertigjarige Oorlog hoofdzakelijk tegen de Spanjaarden, de Spaanse Nederlanden en de Princes de la Paix. Deze laatsten waren opstandelingen tegen kardinaal de Richelieu, de sterke man tijdens het bewind van koning Lodewijk XIII. De veldslagen waarin generaal Hocquincourt vocht, waren Slag bij Morange (1639), de Slag bij La Marfée (1641), de slag bij Ville-Franche in Roussillon (1642) en  het eerste beleg van Lerida (1642). Daarna trok hij naar het Rooms-Duitse Rijk. Zijn troepen veroverden de steden Schorndorf (1646) en Tübingen (1647). In 1648 eindigde de Dertigjarige Oorlog met het verdrag van Münster.

### Spaans-Franse oorlog

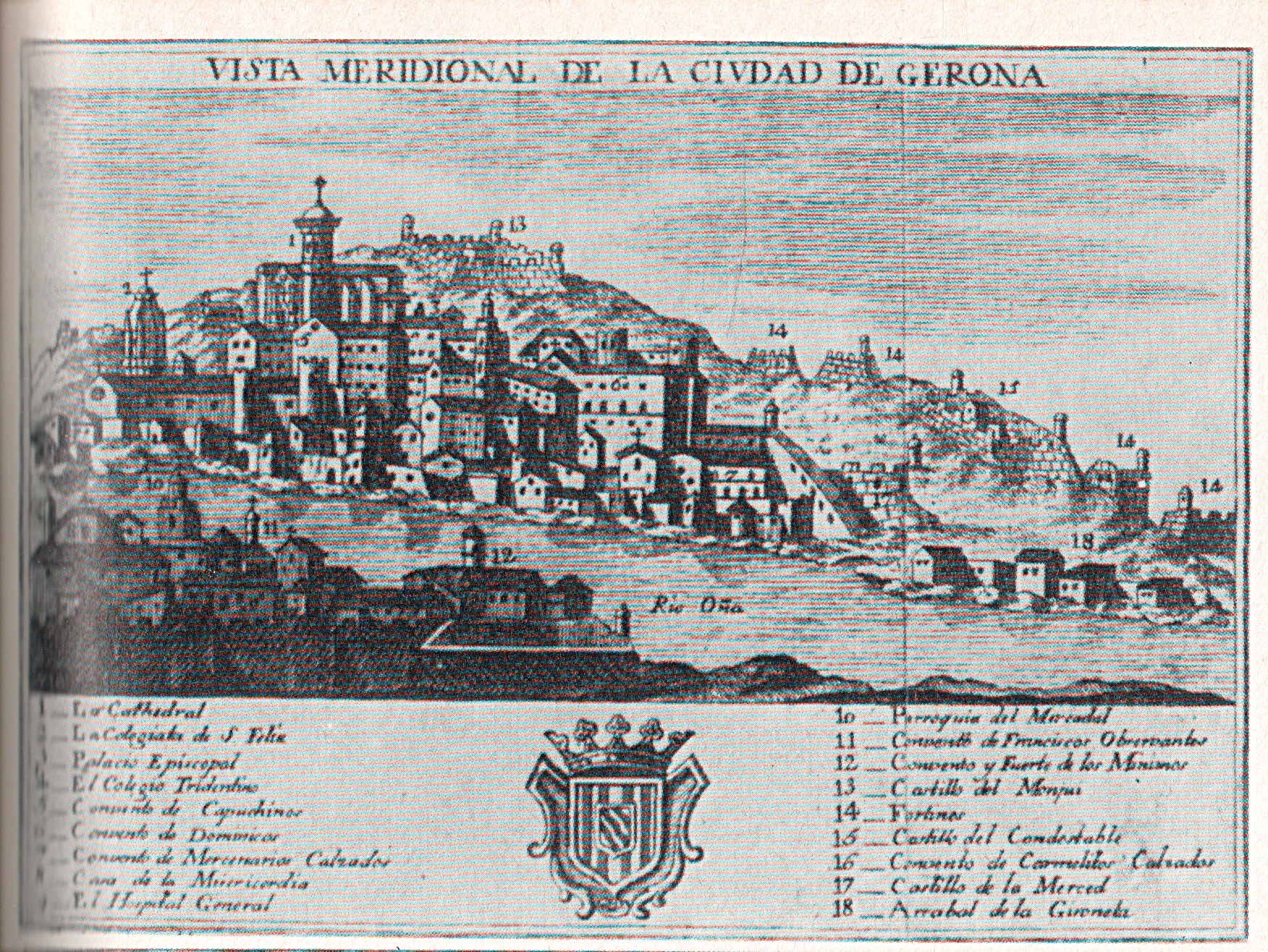
Oude gravure van Girona in Catalonië. Maarschalk Hocquincourt moest de stad overdragen aan de Spanjaarden.

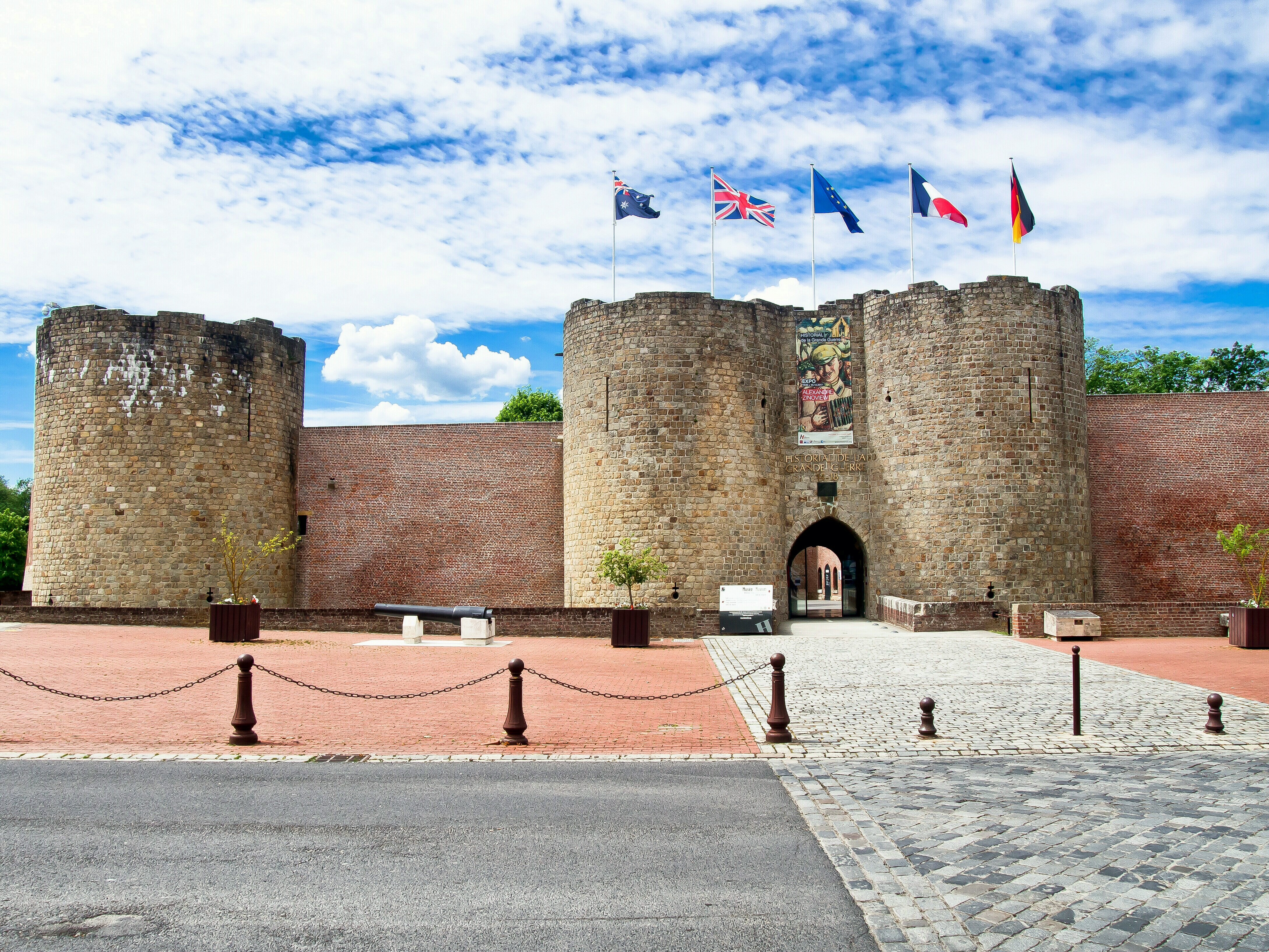
Fort van Péronne. Toen Hocquincourt de stad wou overdragen aan de Spanjaarden, verhinderde zijn zoon dat.

De Dertigjarige Oorlog kende een uitloper, de Frans-Spaanse Oorlog (1635-1659). Frankrijk en Spanje sloten immers geen vredesverdrag in 1648. Koning Lodewijk XIV voerde de strijd nog op. Dit had te maken met la Fronde, een opstand tegen Lodewijk XIV. In de slag bij Rethel (1650) behaalden de Fransen de overwinning tegen la Fronde. Generaal Hocquincourt versloeg de opstandelingen met hun leider, de afvallige maarschalk Turenne. Turenne sloot zich terug aan bij Lodewijk XIV. Hocquincourt werd beloond met een bevordering tot maarschalk van Frankrijk (1651). De kansen keerden in de slag bij Bléneau (1652). Hocquincourt verloor de veldslag van de afvallige Lodewijk II van Bourbon-Condé, beter bekend als Condé. De invloedrijke prins Condé had manifest de kant van de Spanjaarden gekozen.
Het oorlogsterrein verschoof naar Catalonië (1653). Hocquincourt bracht versterking aan het Frans-Catalaans regiment dat zich verschanste in de stad Gerona. Hij leverde de stad toch over aan de Spanjaarden en hun Catalaanse bondgenoten. Naar zijn mening was de stad niet meer te redden voor de Fransen. Maarschalk Hocquincourt kon zijn naam enigszins redden in Parijs door de Spanjaarden te verslaan in de vlakte van Bordils (1653). Het was een bloedbad waarna de Spanjaarden zich moesten terugplooien op Gerona.
Hocquincourt moest Spanje verlaten en trok naar Atrecht. In Noord-Frankrijk had een leger uit de Spaanse Nederlanden, onder leiding van Condé, Atrecht en Valenciennes veroverd. Hocquincourt trok met zijn troepen naar Atrecht. Hij sloeg erin de Spanjaarden te verjagen maar kreeg Condé niet te pakken; deze laatste ontglipte hem op het laatst. 
Hocquincourt zwichtte vervolgens voor de politieke druk van La Fronde: hij wisselde van kamp en vocht voortaan voor de Spanjaarden. Hij wou de stad Péronne, waar hij (Frans) gouverneur was, overleveren aan de Spanjaarden. Maar zijn zoon, Georges II de Monchy, ruziede met zijn vader en behield Péronne als Franse stad. Georges II werd de nieuwe gouverneur van Péronne. Condé schakelde Hocquincourt in het Spaanse leger in voor de slag bij Duinkerke (1658). Hocquincourt werd zwaar gewond door Franse artillerie en stierf er (1658). Hij maakte niet meer mee dat de leider van de opstandelingen, Condé, definitief de zijde koos van de Franse Kroon. Dit vond plaats bij de Vrede van de Pyreneeën, één jaar later (1659).

## Kinderen
Uit het huwelijk met Éléonore van Estampes (1607-1679), werden 8 kinderen geboren, onder wie Georges II van Monchy, een generaal, en Armand van Monchy d'Hocquincourt, bisschop van Verdun.
- Bibliothèque nationale de France: cb14978202w (data)
- Gemeinsame Normdatei: 1050679954
- International Standard Name Identifier: 0000 0000 6256 5008
- Système universitaire de documentation: 162017588
- Virtual International Authority File: 89066879
- WorldCat: E39PBJx4kPDFfwPc9CCfrB4Qbd